# Stazione di Hashimoto (Kyoto)
La stazione di Hashimoto (橋本駅?, Hashimoto-eki) è una stazione ferroviaria delle Ferrovie Keihan situata nella città di Yawata nella prefettura di Kyoto, in Giappone. La stazione è servita dalla linea Keihan Nakanoshima ed è dotata di 2 binari passanti in superficie

## Linee e servizi

### Treni
Ferrovie Keihan
● Linea principale Keihan

## Struttura
La stazione è costituita due marciapiedi laterali con due binari passanti in superficie.
| 1 | ● Linea principale Keihan | per Chūshojima, Sanjō e Demachiyanagi (ora di punta)                                   |
| 2 | ● Linea principale Keihan | per Hirakatashi, Moriguchishi, Kyōbashi, Yodoyabashi o Nakanoshima (linea Nakanoshima) |

## Stazioni adiacenti
| «                                 | Servizio                                 | »                       |
| Linea principale Keihan           | Linea principale Keihan                  | Linea principale Keihan |
| --------------------------------- | ---------------------------------------- | ----------------------- |
| Kuzuha                            | Locale Subespresso Subespresso pendolari | Yawatashi               |
| Tutti gli altri treni non fermano |                                          |                         |